# Monfumo
Monfumo ist eine nordostitalienische Gemeinde (comune) mit 1296 Einwohnern (Stand 31. Dezember 2023) in der Provinz Treviso in Venetien. Die Gemeinde liegt etwa 31,5 Kilometer nordwestlich von Treviso und gehört zur Comunità Montana del Grappa. Durch das Gemeindegebiet fließt der Muson.